# Amr ibn Abd al-Wud

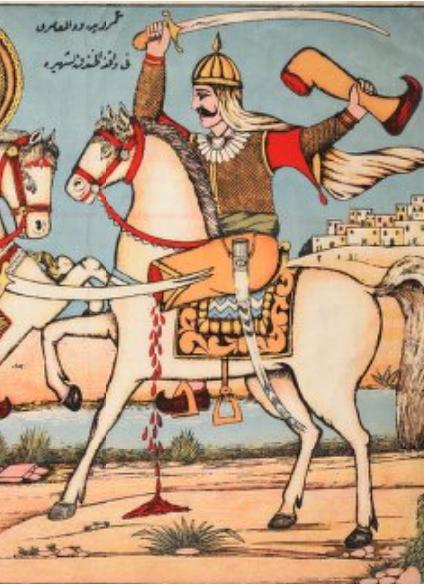
Detalle de una pintura que representa a Amr Bin Al-Wud durante la Batalla de la Trinchera

Amr ibn Abd al-Wud ( en árabe: عمرو بن عبد ود‎   ) (o Amr bin Abdu Wud o ʻAmr ibn ʻAbdī l-Widd al-ʻAmrī) fue uno de los campeones de la tribu Quraish, se le consideraba que valía lo mismo que mil soldados. 
Se le conoce por su papel durante la Batalla de la Trinchera, que culmina con su muerte a manos de Ali ibn Abi Talib.

## Batalla de la trinchera
Durante la batalla de la trinchera en 627 d. C., los veteranos de la tribu Quraysh estaban desesperados por el estancamiento de la batalla. Un grupo de militantes liderados por 'Amr ibn 'Abd Wudd (quien se pensaba que era igual a mil hombres en la lucha ) e Ikrimah ibn Abi Jahl intentaron atravesar la trinchera y lograron cruzarla, ocupando un terreno pantanoso. zona cercana al altozano de Sala. En esa situación, 'Amr desafió a los musulmanes a un duelo. Ali se ofreció como voluntario para ir, pero el profeta le dijo que no lo hiciera, ya que se sabía que Amr era tan poderoso como 1000 hombres. Pero cuando Ali continuaba insistiendo, el profeta aceptó que fuera. Ali aceptó el desafío, aunque Amr no quería luchar contra el joven. Sin embargo, el duelo dio comenzó. Cuando el duelo se desarrollaba, el polvo se levantó del suelo y ambos luchadores dejaron de poder verse. Luego Ali logra llevar a Amr al piso, y dijo que, como líderes, deben aceptar desafíos, uno es convertirse en musulmán y el segundo es continuar luchando contra él. Finalmente, los soldados escucharon gritos que insinuaban golpes decisivos, pero no estaba claro cuál de los dos tuvo éxito. De la nube de polvo, un grito llegó a los oídos de los observadores; Allahu Akbar, Dios es el más grande. Los confederados se vieron obligados a retirarse en un estado de pánico y confusión. Aunque los confederados perdieron solo tres hombres durante el encuentro, no lograron nada importante.
Según Joel Hayward, "según los informes"  durante la batalla de Khandaq en 627. . .  Ali ibn Abi Talib (quien más tarde se desempeñó como califa) subyugó a Amr ibn Abd al-Wud, el poderoso guerrero de los Quraysh. Ali estaba a punto de asestar un golpe mortal cuando su enemigo le escupió en la cara. Entonces Ali inmediatamente le suelta y se aleja. Para luego incorporarse a la batalla y lograr matar a su enemigo".